# Лухан, Мануэль
Мануэль Лухан (англ. Manuel Lujan, Jr.; род. 12 мая 1928 года — 25 апреля 2019 года) — американский политик; министр внутренних дел США (в период 3 февраля 1989 года  — 20 января 1993 года), член палаты представителей США от Нью-Мексико 1-й (в период 3 января 1969 года — 3 января 1989 года).

## Биография
Родился в городе Сан-Илдефонсо-Пуэбло (Нью-Мексико). Окончил Колледж Санта-Фе в 1950 году.  В период 3 января 1969 года — 3 января 1989 года был членом палаты представителей США от Нью-Мексико 1-й. В период 3 февраля 1989 года  — 20 января 1993 года занимал пост министра внутренних дел США.